# Lengkong Karya
Lengkong Karya is een bestuurslaag in het regentschap Tangerang Selatan van de provincie Banten, Indonesië. Lengkong Karya telt 7322 inwoners (volkstelling 2010).